# رقية صبيحة سلطان
رقية صبيحة سلطان (بالتركية الحديثة: Rukiye Sabiha Sultan) أو رقية صبيحة عثمان أوغلو (بالتركية الحديثة: Rukiye Sabiha Osmanoğlu) ـ (1 أبريل 1894 - 26 أغسطس 1971)، أميرة عثمانية، وهي صغرى بنات السلطان العثماني محمد السادس من زوجته الأولى أمينة نازك إدا قادين أفندي.
تزوجت رقية صبيحة سنة 1920 من الشاهزاده عمر فاروق أفندي، ابن السلطان عبد المجيد الثاني (رافضة من أجله الزواج من كل من أحمد شاه قاجار ومصطفى كمال "أتاتورك")، وأنجبت منه الأميرات فاطمة نسل شاه (التي تزوجت سنة 1940 من الأمير محمد عبد المنعم، ابن خديو مصر عباس حلمي الثاني) وزهراء هنزاده ونجلاء هبة الله.